# Facies Madrid

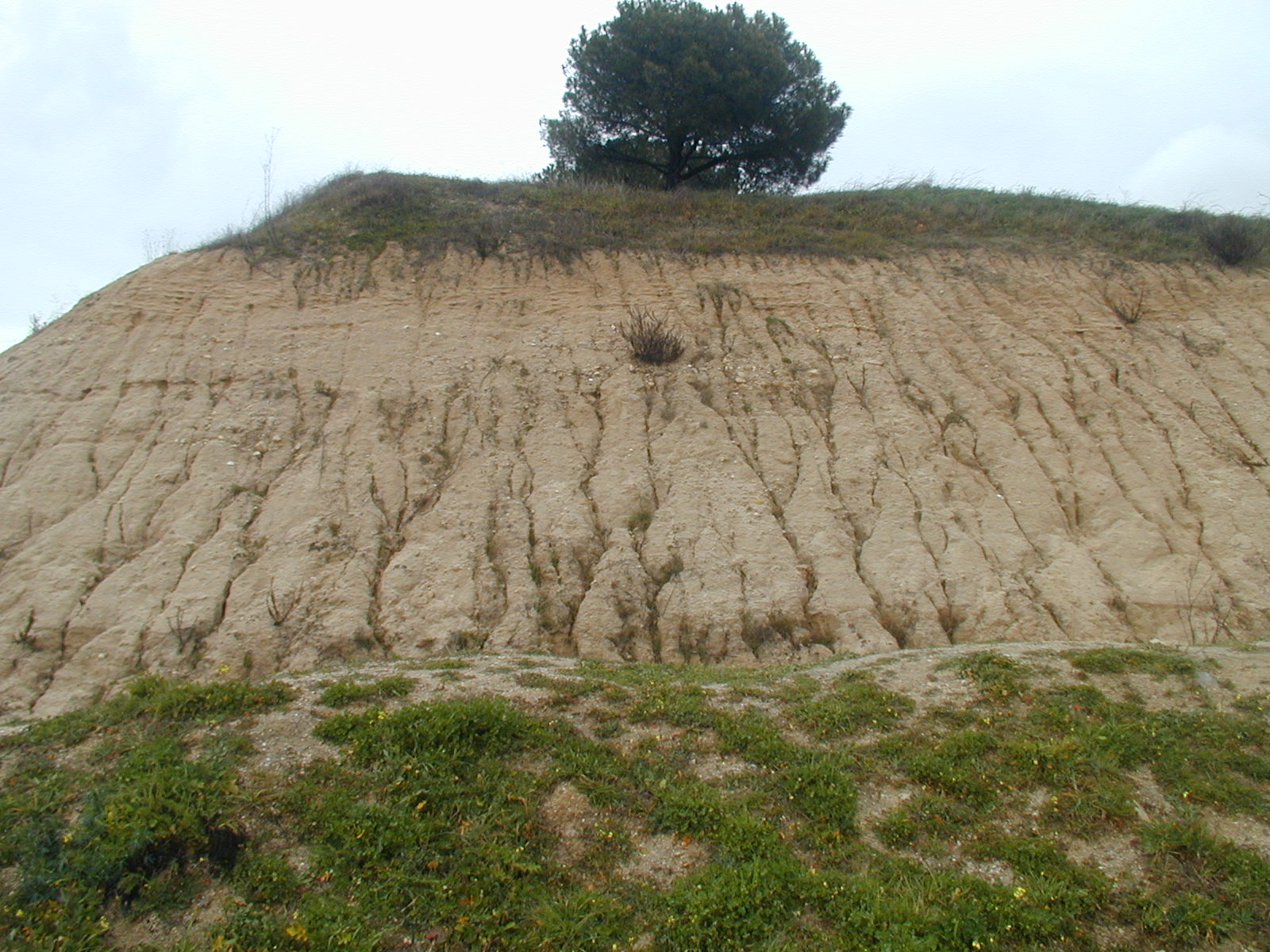
Aspecto típico de estas facies: estratificación horizontal poco definida, estructura interna relativamente homogénea, masiva, con poca ordenación interna o selección de tamaño de grano. Algún nivel de cantos disperso de corta continuidad lateral.

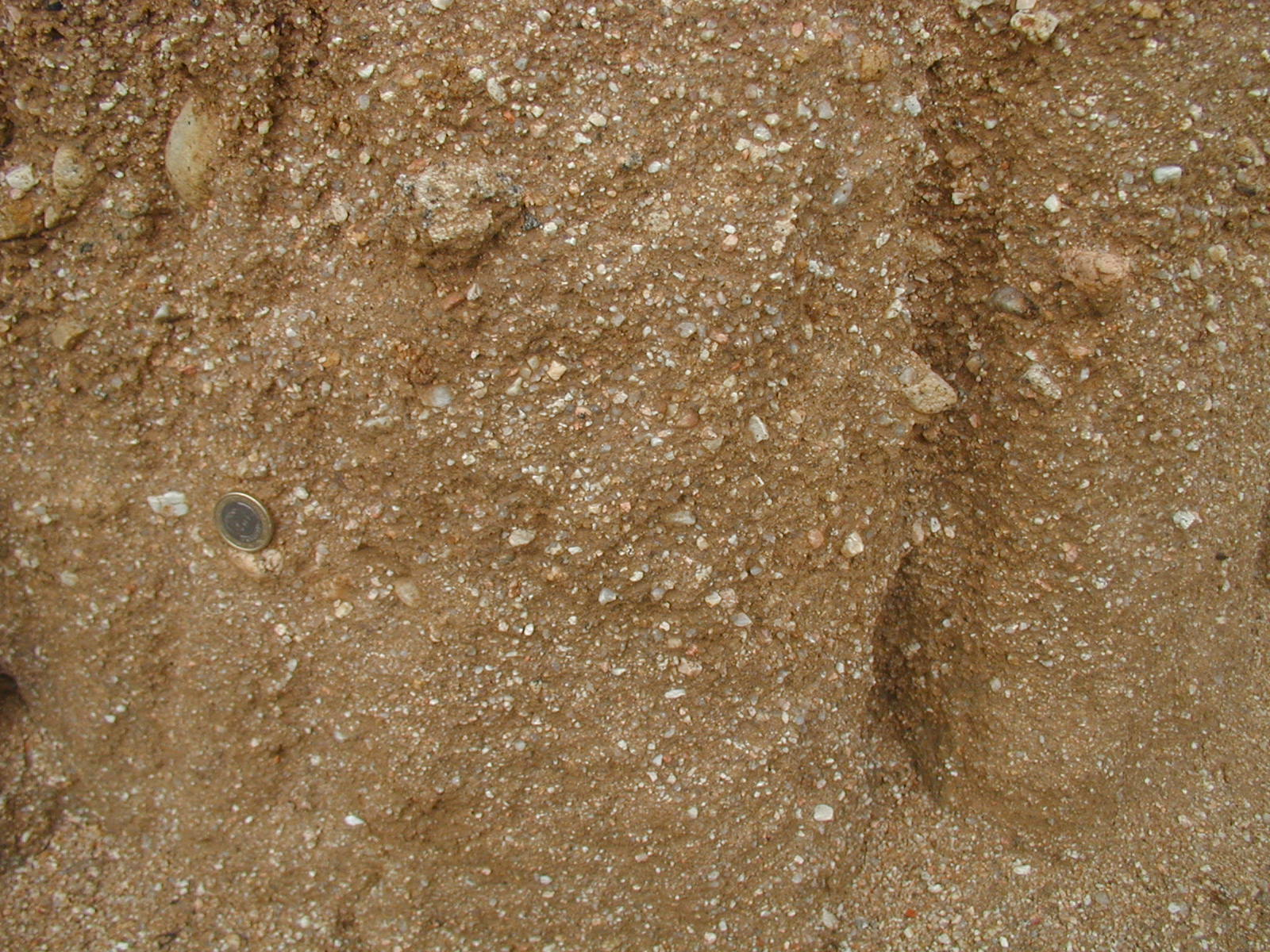
Detalle de las arcosas: arenas y conglomerados arenosos muy inmaduros, de cuarzo, abundantes feldespatos y fragmentos de rocas ígneas, con granos y cantos de angulosos a poco redondeados.

Las facies Madrid, denominadas geológicamente Arcosas de Madrid, son facies depositadas durante el Mioceno en un ambiente de sedimentación de abanicos aluviales en un clima semiárido. El área fuente está constituida por materiales graníticos y gneísicos pertenecientes al Sistema Central. 
El geólogo Oriol Riba fue el primero en utilizar este término en el año 1957 para describir las arcosas que afloran en la ciudad de Madrid.

## Clasificación geotécnica
Las arcosas y las arcillas de las Facies Madrid se denominan tradicionalmente como arena de miga y tosco respectivamente.
- Arena de Miga: Material de granulometría mayoritariamente arenosa, con un contenido en finos que no supera el 25%.[2] Los clastos son angulosos, siendo el cuarzo (40-60%) y el feldespato (aproximadamente un 25%) los minerales más abundantes.[3][4] Su compacidad es en general densa o muy densa, aunque puede reducirse a medianamente densa a escasa profundidad por fenómenos de alteración superficial y descompresión. Su color varía de amarillento a ocre claro. La presencia de estas facies más arenosas se hace más patente hacia el borde de la cuenca, siendo características de abanico aluvial proximal. También se encuentran en zonas más distales como paleocanales intercaladas y en cambio lateral de facies con niveles más arcillosos. El contenido en sulfatos es despreciable y no presenta agresividad frente al hormigón. Desde el punto de vista hidrogeológico suelen formar niveles de acuíferos colgados, que chocan a muro con facies más arcillosas. La permeabilidad de la arena de miga se puede decir que es media, más baja de lo que cabría esperar en unos materiales con tan pocos finos debido a su elevada compacidad.

- Arena tosquiza: Material de naturaleza arenosa, con un contenido en finos variable entre el 25 y el 40%.[2] El color característico es marrón anaranjado claro a marrón verdoso claro en función del tipo de minerales de la arcilla que contenga. La compacidad varía de medianamente densa en niveles superficiales, a densa o muy densa a mayor profundidad. Representan un escalón más distal que la arena de miga en el contexto de abanicos aluviales, presentando abundantes cambios de facies a arenas de miga y toscos. Los contenidos de sulfatos en estos suelos son también despreciables. La permeabilidad es relativamente baja, dado su elevado contenido en finos y su alta compacidad.

- Tosco arenoso: Constituye un rango granulométrico fluctuante entre el 40 y el 60 % en finos,[2] pudiendo pertenecer tanto al rango de los materiales granulares (arena arcillo-limosa) como al de los cohesivos (arcilla- limo arenoso). Su color es marrón u ocre. Su compacidad es mayoritariamente densa, o en caso de cohesivo su consistencia suele ser muy rígida o dura. No suele presentar contenidos apreciables en sulfatos, aunque ligeramente mayores a las facies más arenosas. Su permeabilidad es baja, sellando los acuíferos confinados en la arena de miga al igual que ocurre con el tosco.

- Tosco: materiales de la facies Madrid cuyo contenido en finos es mayor al 60%.[2] En caso de que el porcentaje en finos supere el 85% se denomina tosco arcilloso.[2] Su límite líquido no suele superar el 40%, salvo en dichas capas plásticas, donde puede superar el 50%, pudiendo ser así mismo expansivas. El color suele ser marrón. Su consistencia es muy rígida en zonas más superficiales, pasando a dura en profundidad. No suele presentar contenidos en sulfatos relevantes, salvo en las capas plásticas, donde puede llegar a presentar agresividad débil en casos aislados. Representan las facies detríticas más distales, pasando en cambio lateral de facies de forma gradual a facies intermedias (Peñuelas).

## Características sedimentológicas
Las Facies Madrid fueron depositadas por abanicos aluviales cuya área fuente estaba situada en el Sistema Central y cuyas direcciones de aporte eran NO-SE y ONO-ESE. Mediante sondeos se ha determinado que la potencia de estos materiales supera en algunos puntos los 250 m. La estructura interna de estos sedimentos es en general masiva, si bien ocasionalmente pueden presentar estratificación cruzada de surco, planar y ondulitas.